# Jussi Kurikkala
Jussi Kurikkala (né le 12 août 1912 et décédé le 10 mars 1951) est un fondeur finlandais. Il prit également part au marathon des Jeux olympiques d'été de 1948, terminant 13e.

## Championnats du monde de ski nordique
- Championnats du monde de ski nordique 1937 à Chamonix (France)
  -  Médaille d'argent en relais 4 × 10 km.
- Championnats du monde de ski nordique 1938 à Lahti (Finlande)
  -  Médaille d'or en relais 4 × 10 km.
- Championnats du monde de ski nordique 1939 à Zakopane (Pologne)
  -  Médaille d'or sur 18 km.